# Carl-Herman Hjortsjö
Carl-Herman Hjortsjö (ursprungligen Hirschlaff), född den 8 december 1914 i Malmö, död den 3 juli 1978 i Lund, var en svensk anatom.

## Biografi
Hjortsjö var son till praktiserande läkaren Herold Hirschlaff och hans hustru Ester, född Sandstedt. Hjortsjö blev medicine licentiat vid Lunds universitet  1942 och medicine doktor 1945. Han var docent och prosektor vid Lunds universitet 1945–1948 och blev sistnämnda år professor i anatomi vid samma universitet.
Vid sidan av sin professur tjänstgjorde Hjortsjö som läkare och intendent vid Lundsbrunns hälsobrunn 1948–1955 och överläkare vid Varbergs havsbad och kurort från 1957. Åren 1956–1964 var han dekanus vid medicinska fakulteten i Lund. Som lärare verkade han vid Sydsvenska gymnastikinstitutet 1945–1959 och vid Tandläkarhögskolan i Malmö från 1948.
Efter studium av levern lämnade Hjortsjö 1948 viktiga bidrag till förståelsen av leverkirurgin och den transplantationsteknik som senare såg dagens ljus. Han var den förste som påvisade leverns segmentella indelning; genom att injicera celloidlösning på lik erhöll han avgjutningar av gallgångar och vener, vilka visade sig vara segmentellt orienterade.
Hjortsjö gjorde också betydande insatser inom historisk forskning genom sina antropologiska studier av kvarlevor efter historiska personer (till exempel heliga Birgitta, Erik XIV, drottning Kristina och Lars Gathenhielm). En god orientering om metoden ger hans skrift Stoftet och människan (1958).
Inom ett tredje väsensskilt område, nämligen mimiken, ledde Hjortsjös forskning likaså till genomgripande resultat. Han kartlade vilka muskelgrupper i ansiktet som vid skilda känslouttryck och attityder påverkas av olika nervbanor. I sin bok Man´s face and mimic language (1969, övers 1970) lade han grunden till det alltmer vidgade forskningsfält, särskilt inom psykologin, som vårt kommunikativa samhälle i dag efterfrågar för att rätt kunna förstå vad mimiken signalerar i olika situationer.
I övrigt var Hjortsjös forskargärning i huvudsak inriktad på embryologi och humanosteologi – exempelvis rörande ett av Sven Hedin från Östturkestan hemfört skelettmaterial – liksom ledmekaniska frågeställningar, bland annat baserade på idrottsliga topprestationer. Genom att också mäta fotvalvets höjd hos ett stort antal värnpliktiga kunde han och en kollega, Bertil Sonesson, fastställa den form som bottnen hos en träsko bör ha. Deras undersökning resulterade i framtagningen av Vollsjö-toffeln, som under närmare tre decennier var en mycket populär produkt inom skohandeln.
Hjortsjö var ordförande i Medicinska Föreningen 1949–1951 i Lunds Studentsångförening 1953–1958 och i Lunds akademiska ryttarsällskap från 1959 samt inspektor i Helsingkrona nation 1949–1966. Vidare var han ordförande från 1951 i Svenska expeditionen för arkeologisk antropologi, åren 1965–1966 i Kungl. fysiografiska sällskapet, från 1969 i Svenska föreningen för anatomi och åren 1970–1971 i Svenska rotaryrådet.
Sina vetenskapliga arbeten och läroböcker illustrerade Hjortsjö med över 200 egenhändiga teckningar. Han utformade medaljonger och sigill till bland andra Lunds studentsångförening, Läkarsällskapet i Lund och Medicinska fakulteten samt sigill till Anatomiska institutionen, Svenska ortopedsamfundet och Sydsvenska medicinhistoriska sällskapet. Studentsångföreningens medaljong, föreställande Otto Lindblad, återfinns även i kyrkan i Norra Mellby, där den legendariske tonsättaren och körledaren var klockare. En av Hjortsjö skulpterad byst av anatomiprofessorn Arvid Henrik Florman står i entrén till Institutionen för kulturvetenskaper i Lund, före detta Anatomiska institutionen.
Hjortsjö och hans hustru förvärvade 1955 fastigheten Åkraberg i Värö socken, på vilken en trelängad halmtäckt ladugård från början av 1700-talet är belägen. Vid makarnas tillträde var ladugården stadd i starkt förfall men Hjortsjö kunde – med biträde av några grannar – återställa den i ursprungligt skick. Riksantikvarien förklarade 1963 Åkrabergs ladugård för byggnadsminne (såsom det första i Halland).
På Hjortsjös initiativ bildades 1968 Svenska rotarianers fond för internationellt utvecklingsarbete (Rotarys U-fond). Fonden lämnar årligen bidrag till internationella utvecklingsprojekt för att på så sätt möjliggöra hjälp till självhjälp. Fram till 2015 hade fonden delat ut ca 24 mkr. 
Under 1960- och 70-talen medverkade Hjortsjö i en rad olika TV-program. I mars 1974 deltog han i ett underhållningsprogram med Lasse Holmqvist som värd och med bland andra Victor Borge som gäst. Till eget lutackompanjemang sjöng Hjortsjö då Birger Sjöbergs visa Bleka dödens minut.
Åren 1956–1974 var Hjortsjö medicinsk rådgivare till Svenska Akademiens ordbok och från mitten av 1970-talet redaktör för ämnesområdet medicinhistoria i Stedman´s Medical Dictionary i Baltimore.
Hjortsjö var sedan 1940 gift med Lena Uddenberg (1917–2009), dotter till Erik Uddenberg och hans hustru Anna, född Björck. Makarna Hjortsjö fick fyra barn och är begravda på Värö kyrkogård.

## Hedersutnämningar
Hjortsjö utnämndes till
- ledamot av Royal anthropology Institute of Great Britain and Ireland 1951,
- odontologie hedersdoktor i Malmö 1959,
- ledamot av Finska Läkaresällskapet 1961,
- hedersledamot av Lunds läkarsällskap 1962,
- hedersledamot av Sydsvenska tandläkaresällskapet 1963
- Innehavare av Vitterhetsakademiens större jetong i guld 1963
- ledamot av American association of anatomy 1963,
- ledamot av Humanistiska vetenskapssamfundet i Lund 1964
- ledamot av Vitterhets-, historie- och antikvitetsakademien 1969 (korresponderande ledamot 1954)

## Skrifter
(i urval) 
- 1945 - De epiteliala  lunganlagens tidiga morfogenes hos Felis catus L. Embryologiska undersökningar (Akad. avh.)
- 1948 - Leverns interna topografi. Studier med röntgen - och injektionsteknik.
- 1950 - The topography of the intrahepatic duct system
- 1952 - Människans rörelseapparat. För läkare, gymnaster och idrotts-instruktörer (tills. m. I.Broman)
- 1952 - Käkleden - en nötknäpparmekanism
- 1954 - Heliga Birgittas reliker (tills. m. A. Bygdén och N.-G. Gejvall)
- 1956 - Arbetsmetoder inom den historiskt-arkeologiska antropologien. Föreläsning vid doktorspromotionen i Lund den 2 juni 1956
- 1957 - Leverns segmentering
- 1957 - Lars Gathenhielms vittnesbörd. En medicinsk-antropologisk och kulturhistorisk undersökning (tills. m. A. Sandklef)
- 1958 - Erik XIV:s kvarlevor
- 1958 - Stoftet och människan
- 1959 - Rörelseapparaten
- 1960 - Som universitetsdelegat i Sovjet
- 1960 - Reflexioner kring graviditetstid och fosterutveckling
- 1961 - Människans kranium. En konstruktionsteknisk och schematisk tolkning
- 1961 - Svenska medicinska insatser på utländsk mark
- 1961 - Some comments to the anatomical nomenclature
- 1962 - Led- och muskelbesvär. En handledning för patienter
- 1962 - Erik XIV. En historisk, kulturhistorisk och medicinsk undersökning i samband med gravöppningen 1958 i Västerås domkyrka (Utg. tills.m. R. Casparsson och G.Ekström)
- 1963 - Människan och porträttet
- 1964 - Anatomiska konstruktioner och tekniska finesser
- 1964 - Om kulledens rörelseaxlar
- 1965 - Leverns segmentering. Hepatic segmentation
- 1966 - Fotvalvets funktionella anatomi
- 1966 - Drottning Christina. Gravöppningen i Rom 1965. En kulturhistorisk och medicinsk-antropologisk undersökning
- 1968 - Fyra rotarianska anföranden
- 1969 - Rörelsemönstret och degenerativa förändringar i halskotpelaren
- 1969 - Människans ansikte och mimiska språket
- 1970 - Man´s face and mimic language
- 1970 - Allmän anatomi, textdel
- 1970 - Allmän anatomi, bilddel
- 1971 - Om livet och döden
- 1972 - Den svenska läkarkårens geografiska fördelning (tills. m. a.)
- 1972 - Anatomiska aspekter på idrottsliga topprestationer
- 1975 - Anatomiska eponymer
- 1975 - Den segmentella indelningen av levern
- 1975 - Medicinaren inför ergonomiska och biomekaniska problem
- 1975 - Yttrande - och tyckandefrihet
- 1976 - Medeltida svenska krucifix